# Paul Heintzen

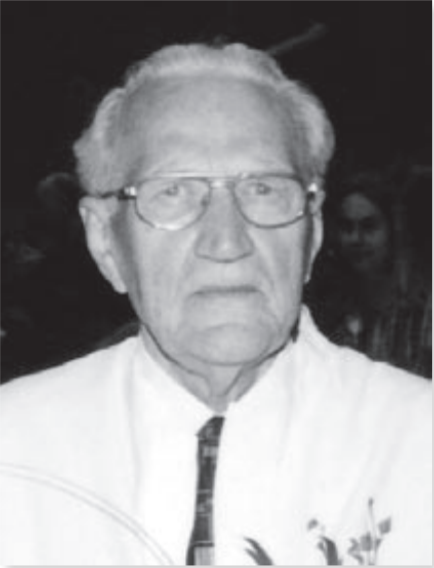
Paul Heintzen

Paul Heintzen (* 8. Mai 1925 in Essen; † 15. Juli 2009 in Preetz) war ein deutscher Mediziner. Er war einer der Erfinder der digitalen Subtraktionsangiokardiographie und gilt als Pionier der medizinischen Bildgebung. Weiter war er Professor an der Klinik für Kinderkardiologie und Biomedizinische Technik in Kiel.

## Leben
Geboren am 8. Mai 1925 in Essen besuchte er ab 1935 die Helmholz-Oberschule in Hilden. Seine Schullaufbahn schloss er 1943 mit dem Abitur und Auszeichnung ab. Anschließend absolvierte er seinen Militärdienst in der Wehrmacht bis 1945 erst in Italien, später an der Ostfront. Er kam am Tag der deutschen Kapitulation – dem 8. Mai 1945 – in Holstein in amerikanische Gefangenschaft.

## Medizinische Tätigkeit
Noch im selben Jahr begann er ein Studium der Medizin in Bonn. Er schloss die Ärztliche Prüfung 1951 in Düsseldorf ab und beendete eine anschließende Promotion im Mai 1952 mit summa cum laude. Anschließend war er als Assistenzarzt am Physiologischen Institut der Universität Münster tätig.
Werner Catel rief ihn am 1. August 1954 an den Lehrstuhl für Kinderheilkunde in Kiel und übertrug ihm dort die Aufgabe, den Bereich der Kinderkardiologie aufzubauen. Es gelang ihm, innerhalb weniger Monate das erste Herzkatheterlabor einzurichten. Er habilitierte 1959 zur quantitativen Herzschallmessung.
1965 erhielt Heintzen 10 Millionen DM von der Stiftung Volkswagenwerk. Er gründete damit eine Abteilung für experimentelle Kardiologie und Biomedizinische Technik, die interdisziplinär arbeitete (Physiker, Mathematiker, Informatiker, Techniker und Ärzte). Diese Arbeitsgruppe leitete eine neue Ära der kardiologischen Diagnostik in Deutschland ein und begründete grundlegende Ansätze in der medizinischen Bildgebung.
Schon 1969 untersuchte Heintzen mit seiner Arbeitsgruppe herzkranke Kinder in rechnergestützten Herzkatetherlaboren. Hier konnten Grundlagen der digitalen Röntgen-Fernseh-Bildverarbeitung erarbeitet werden. Später entwickelte die Gruppe Hard- und Software für die digitale medizinische Bildgebung. 1980 wurde er Direktor der Klinik für Kinderkardiologie und Biomedizinische Technik in Kiel. Ab 1985 war er Mitglied des Basic Science Council of the American Heart.
Bis 2009 lehrte er ununterbrochen an der Universität Kiel, 2008 hielt er zum 99. Mal seine Einführungsvorlesung zur Elektrokardiographie.
Heintzen starb am 15. Juli 2009 in Preetz.

## Auszeichnungen
- Paul-Morawitz-Preis, 1976
- Edgar-Mannheimer-Preis, 1984
- Bundesverdienstkreuz am Bande, 2003